# La Celle (Var)
La Celle é uma comuna francesa na região administrativa da Provença-Alpes-Costa Azul, no departamento de Var. Estende-se por uma área de 21 km². Em 2010 a comuna tinha 1 531 habitantes (densidade: 72,9 hab./km²).